# Ким Џинхјон
Ким Џинхјон (кореј. 김진현; 6. јул 1987) јужнокорејски је фудбалер који тренутно наступа за Серезо Осаку и репрезентацију Јужне Кореје као голман.

## Клупска каријера
Професионалну каријеру почео је у Јапану 2009. године, у редовима тадашњег друголигаша Серезо Осаке. Серезо Осака се пласирала у Прву лигу и наредне сезоне је освојила треће мјесто. Године 2011. поштеђен је одласка у војску због операције кољена.
У сезони 2014, Серезо Осака је завршила на 17 мјесту и испала у Другу лигу, али је Џинхјон продужио уговор са клубом.
На утакмици петог кола Друге лиге 2016, против Каназаве, примио је два гола, у ремију 2:2, након што у прва четири кола није примио ниједан гол, уз све четири побједе Серезо Осаке. До краја сезоне, био је један од најзаслужнијих за освајање трећег мјеста, којим су обезбиједили плеј оф за пласман у Прву лигу, гдје су са 1:0 савладали Окајаму и изборили пласман у Прву лигу.
Након успјешне сезоне 2016, добио је понуду од Сеула, којима је био потребан голман, јер је њихов голман Чо Сангхон отишао у војску. Ипак, није добио званичну трансфер понуду и одлучио је да продужи уговор са Серезо Осаком.
У сезони 2017, са клубом је освојио два национална купа; Куп Императора, гдје су у финалу побиједили Јокохаму 2:1, након продужетака, и Лига куп, у којем су у финалу савладали Кавасаки 2:0. Сезону 2018 такође је почео са трофејом, Серезо Осака је освојила Суперкуп, побједом над Кавасакијем 3:2.

## Репрезентативна каријера
Џинхјон је три наступа за репрезентацију до 20 година, на Свјетском првенству 2007. године. За сениорску репрезентацију Јужне Кореје дебитовао је 30. маја 2012, на пријатељској утакмици против Шпаније; у поразу 4:1 играо је цијелу утакмицу.
Стартни голман репрезентације постао је на Азијском купу 2015, гдје је бранио на пет утакмица; није бранио само на утакмици групне фазе против Кувајта. Примио је два гола, оба у финалу против Аустралије, гдје је Јужна Кореја поражена 2:1 након продужетака. Номинован је за најбољег голмана првенства, али је награду освојио голман Аустралије Метју Рајан.
У мају 2018 нашао се на прелиминарном списку играча за Свјетско првенство 2018 у Русији; а затим се нашао и на коначном списку, објављеном 3. јуна. Кореја је играла у групи Ф, против Шведске, Мексика и Њемачке; завршила је на трећем мјесту у групи, са три бода, Џинхјон није добио прилику да брани, на све три утакмице бранио је званично трећи голман — Чо Хјонву.

## Трофеји

### Клуб
Серезо Осака
- Куп Џеј лиге:  2017;
- Царев куп: 2017;
- Суперкуп Јапана: 2018.

### Репрезентација
Јужна Кореја
- Првенство Источне Азије: 2017.